# Biserica Sfântul Nicolae din Cernăuți

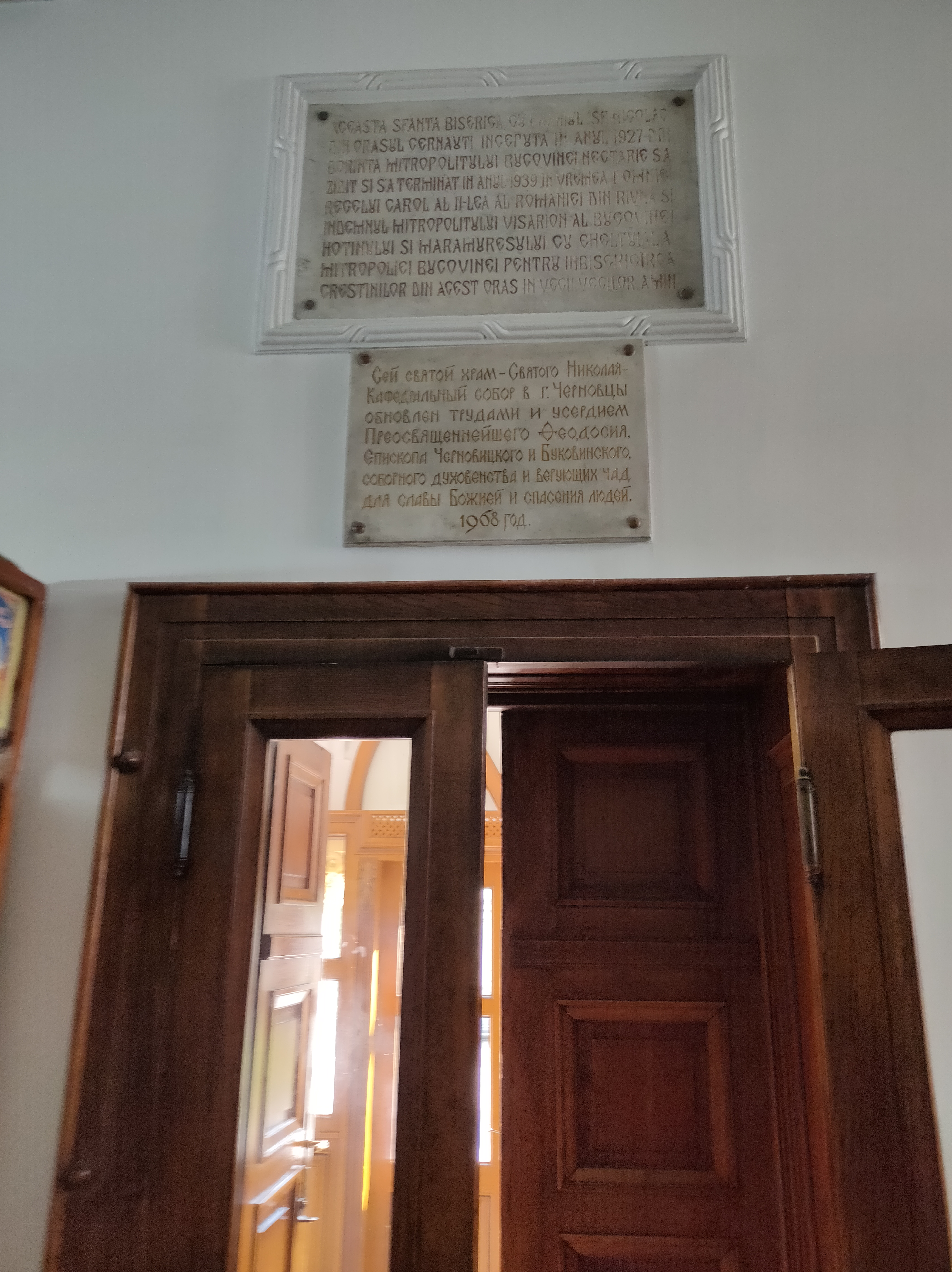
Inscripție biligvnă în română și ucraineană, la intrare

Biserica „Sfântul Nicolae” din Cernăuți (în ucraineană Свято-Миколаївська церква, transliterat: Sveato-Mîkolaiivska țerkva) a fost construită în perioada interbelică. Piatra de temelie a fost pusă în anul 1927 de Nectarie Cotlarciuc, mitropolitul de atunci al Mitropoliei Bucovinei, cu sediul la Cernăuți.
Biserica a fost sfințită în anul 1939 de mitropolitul Visarion Puiu.
Lăcașul a servit din anul 1960 până în 1990 drept catedrală a Episcopiei Cernăuților, în vremea în care Catedrala Pogorârea Sfântului Duh din Cernăuți era închisă de autoritățile sovietice.
Până în 2025, în biserică se țineau regulat slujbe în limba română. În 2025, biserica a fost transferată de sub jurisdicția Mitropoliei lui Meletie Egorenko sub cea a lui Feognost Bodoriak, în ciuda voinței enoriașilor. Viitorul slujbelor în limba română este incert, având în vedere că vicariatul ortodox român din cadrul bisericii ucrainene autocefale, deși existent, este inactiv.
1. ↑   https://neoromanesc.blogspot.com/2011/04/biserica-sfantul-nicolae.html Lipsește sau este vid: |title= (ajutor)
2. ↑  https://flux24.ro/zelenski-forteaza-preluarea-prin-forta-a-unei-catedrale-si-a-doua-biserici-din-cernauti-oamenii-s-au-baricadat-in-lacasele-de-cult-afara-oamenii-de-bine-ameninta/
3. ↑  https://shpalta.media/2025/04/03/rumunskij-vikariat/